# Catharsius brittoni
Catharsius brittoni е вид бръмбар от семейство Листороги бръмбари (Scarabaeidae).

## Разпространение
Този вид е разпространен в Замбия.